# Perdida (film, 2018)
Pour les articles homonymes, voir Perdida.
Pour plus de détails, voir Fiche technique et Distribution.
Perdida (littéralement « Perdue ») est un thriller dramatique argentino-espagnol coécrit et réalisé par Alejandro Montiel, sorti en 2018. Il s’agit de l’adaptation du roman argentin Cornelia de Florencia Etcheves (2016).

## Fiche technique
Sauf indication contraire, les informations mentionnées dans cette section peuvent être confirmées par la base de données cinématographiques IMDb,  présente dans la section « Liens externes ».
- Titre original : Perdida
- Réalisation : Alejandro Montiel
- Scénario : Jorge Maestro, Alejandro Montiel et Mili Roque Pitt, d’après le roman Cornelia de Florencia Etcheves
- Direction artistique : Coca Oderigo
- Costumes : Soledad Cancela et Laura Cuesta
- Photographie : Guillermo Nieto
- Son : Jesica Suárez[1]
- Montage : Fran Amaro
- Musique : Alfonso G. Aguilar
- Production : María Luisa Gutiérrez et Mili Roque Pitt[1]

Coproduction : Axel Kuschevatzky, Matías Levinson, Guido Rud et Cindy Teperman
- Sociétés de production : Bowfinger International Pictures[1], MyS Producción[1] et Cornelia la Película[1] ; INCAA, FilmSharks International et Telefe (coproductions)
- Sociétés de distribution : Walt Disney Studios Motion Pictures (Argentine) ; Netflix (international)
- Pays de production :  Argentine,  Espagne
- Langue originale : espagnol
- Genre : thriller dramatique
- Durée : 103 minutes[1]
- Dates de sortie :
  - Argentine : 19 avril 2018
  - France : 9 août 2018 (Netflix)

## Distribution
Sauf indication contraire ou complémentaire, les informations mentionnées dans cette section peuvent être confirmées par la base de données Bowfinger
- Luisana Lopilato : Pipa
- Amaia Salamanca : Sirena / Nadine
- Rafael Spregelburd : Oreyana
- Nicolás Furtado : Seretti
- Oriana Sabatini : Alina
- Pedro Casablanc : Egipcio
- Arancha Martí : Lucrecia
- Carlos Alcántara : Adalberto
- María Onetto : Clara Villalba
- Sara Sálamo : Dr Marini

## Production
Tournage
Le tournage commence le 2 octobre 2017 en Argentine et en Espagne.

## Accueil
Perdida sort le 19 avril 2018 en Argentine. En France, le film est diffusé le 9 août 2018 sur Netflix.